# Municipio de Venice (Míchigan)
El municipio de Venice (en inglés: Venice Township) es un municipio ubicado en el condado de Shiawassee en el estado estadounidense de Míchigan. En el año 2010 tenía una población de 2578 habitantes y una densidad poblacional de 26,53 personas por km².

## Geografía
El municipio de Venice se encuentra ubicado en las coordenadas 43°0′33″N 83°59′47″O / 43.00917, -83.99639. Según la Oficina del Censo de los Estados Unidos, el municipio tiene una superficie total de 97.18 km², de la cual 96.97 km² corresponden a tierra firme y (0.21%) 0.2 km² es agua.

## Demografía
Según el censo de 2010, había 2578 personas residiendo en el municipio de Venice. La densidad de población era de 26,53 hab./km². De los 2578 habitantes, el municipio de Venice estaba compuesto por el 97.21% blancos, el 0.23% eran afroamericanos, el 0.54% eran amerindios, el 0.23% eran asiáticos, el 0.19% eran isleños del Pacífico, el 0.27% eran de otras razas y el 1.32% pertenecían a dos o más razas. Del total de la población el 2.72% eran hispanos o latinos de cualquier raza.